# George Stoneman
George Stoneman Jr. (Busti, 8 agosto 1822 – Buffalo, 5 settembre 1894) è stato un generale e politico statunitense.
Ha combattuto la guerra di secessione al fianco di George McClellan.
È stato il governatore della California dal gennaio 1883 al gennaio 1887 come rappresentante del Partito Democratico.